# 그린 호넷

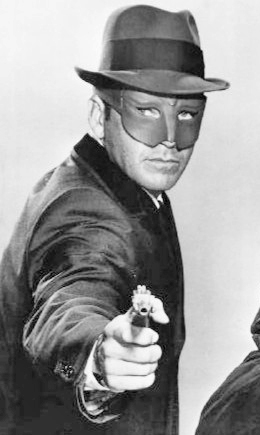
그린 호넷 (1966년)

그린 호넷(Green Hornet)은 1946년 조지 W. 트렌들과 프랜 스트라이커가 만든, 마스크를 쓴 가공의 범죄 파이터이다. 1930년대에 라디오 데뷔를 한 이후 이 캐릭터는 다양한 매체에서 수많은 드라마 시리즈에 등장하였다. 그린 호넷은 1940년대에 연속 영화에, 1960년대에는 텔레비전 쇼에, 1940년대 이후로는 여러 만화책 시리즈에, 2011년 1월에는 장편 영화에 등장하였다. 시리즈는 그린 호넷사(Green Hornet, Inc.)가 소유하고 있으며 이 회사는 만화, 영화, TV 셔, 라디오, 책을 포함한 다양한 매체에 걸쳐 자산을 라이선스하고 있다. 2010년대 기준으로, 만화책 권리는 다이너마이트 엔터테인먼트에 라이선스되고 있다.